# Rothwell (Northamptonshire)
Rothwell ist eine Stadt und eine Verwaltungseinheit in der Unitary Authority North Northamptonshire in  England. Rothwell ist 20,9 km von Northampton entfernt. Im Jahr 2011 hatte es eine Bevölkerung von 7694. Rothwell wurde 1086 im Domesday Book als Rodewelle erwähnt.

## Persönlichkeiten

### Söhne und Töchter der Stadt
- David C. Morley (1923–2009), Mediziner
- Jim Dale (* 1935), Schauspieler, Sänger und Komiker
- Michael Jacobs (* 1991), Fußballspieler